# جيرالد إل. ك. سميث
جيرالد إل. ك. سميث (بالإنجليزية: Gerald L. K. Smith) هو صحفي وسياسي أمريكي، ولد في 27 فبراير 1898 في بارديفيل في الولايات المتحدة، وتوفي في 15 أبريل 1976 في لوس أنجلوس في الولايات المتحدة. حزبياً، نشط في الحزب الجمهوري.